# Floccinaucinihilipilification
Floccinaucinihilipilification (anhörenⓘ) ist mit 29 Buchstaben das längste Wort in der ersten Auflage des Oxford English Dictionary und bedeutet Geringschätzung.

## Etymologie
Vermutlich wurde es von einem Schüler des Eton College erfunden. Es setzt sich als Kompositum aus Genitiven der lateinischen Wörter floccus (Flocke), naucum (Nussschale), nihilum (Nichts) und pilus (Haar), die alle etwas Geringes, Wertloses bezeichnen, und dem Suffix -fication zusammen. Die spezifische Abfolge findet sich schon in lateinischen Grammatiken des 16. Jahrhunderts in der Erläuterung ihres Gebrauchs – z. B. Flocci, nauci, nihili, pili, assis, huius, teruncii – his verbis aestimo, pendo, facio peculiariter adiiciuntur.
Das Wort wurde erstmals 1741 von dem englischen Schriftsteller William Shenstone literarisch verwendet. Dieser schrieb das Wort, um es besser lesbar zu machen, mit Bindestrichen: I loved him for nothing so much as his flocci-nauci-nihili-pili-fication of money. Am 8. März 1826 schrieb Walter Scott in sein Tagebuch I have succeeded in putting the matters perfectly out of my mind since I cannot help them, and have arrived at a flocci-pauci-nihili-pili-fication of money, and I thank Shenstone for inventing that long word. Scott war offenbar mit dem Werk Shenstones vertraut und hielt ihn für den Erfinder des Wortes, das er allerdings nicht ganz korrekt wiedergab.
Das Wort muss ihn jedenfalls fasziniert haben, denn er wiederholt es in den Tagebucheinträgen vom 16. Juli 1827 und 18. März 1829, jeweils in der von ihm benutzten abweichenden Schreibung.
Robert Southey benutzte ab 1826 auch das abgeleitete Substantiv Floccinaucity (Nichtigkeit) sowie das Adjektiv floccinaucical (unwichtig, trivial).
Robert A. Heinlein verwendete auch die maskuline Form Floccinaucinihilipilificator (The Puppet Masters, 1951) und die feminine Form Floccinaucinihilipilificatrix (The Number of the Beast, 1980).

## Anwendung
1983 betitelte die britische Zeitschrift Punch einen Beitrag mit Floccinaucinihilipilification Falklands!, eine Satire über die von vielen als unbedeutend angesehenen Falkland-Inseln, um deren Besitz Großbritannien kurz zuvor den Falklandkrieg geführt hatte.
Von einigen US-amerikanischen Politikern, wie dem Senator Jesse Helms, wird es als rhetorischer Begriff benutzt, um starke Ablehnung auszudrücken.
Auf einer Pressekonferenz am 6. Dezember 1995 wurde es von Mike McCurry, dem Sprecher des damaligen US-Präsidenten Bill Clinton, in eher humorvoller Absicht verwendet: There's a little bit of floccinaucinihilipilification going on here … boy, you're going to have a great time with that, getting that in the transcript – the longest word in the dictionary.
Das Wort ist auch vom britischen Musiker Matthew Bellamy in einem Interview erwähnt worden.
Im August 2019 verwendete die indische Zentralbank das Wort in ihrem Bericht und löste weite Medienresonanz aus.